# Тяговый привод
Тяговый привод — элемент конструкции железнодорожного тягового подвижного состава, отвечающий за передачу мощности вращением на колёсные пары для создания на них касательной силы тяги. Обязательно присутствует на любом современном тяговом подвижном составе (электровозах, тепловозах, электропоездах, автономных поездах, самоходных вагонах, автомотриссах, дрезинах, мотовозах). На паровозах тяговый привод формально отсутствует, так как дышла, передающие возвратно-поступательное движение поршня на колёса, есть неотъемлемый элемент конструкции самой паровой машины.

## Тяговая передача как элемент тягового привода
Таковой является неотъемлемая составная часть любого тягового привода, служащая для передачи крутящего момента непосредственно на ось колёсной пары. Конструктивно в любом случае состоит только из механических передач: зубчатых передач, валов, муфт и соединительных тяг.

## Тяговый привод подвижного состава с электропередачей

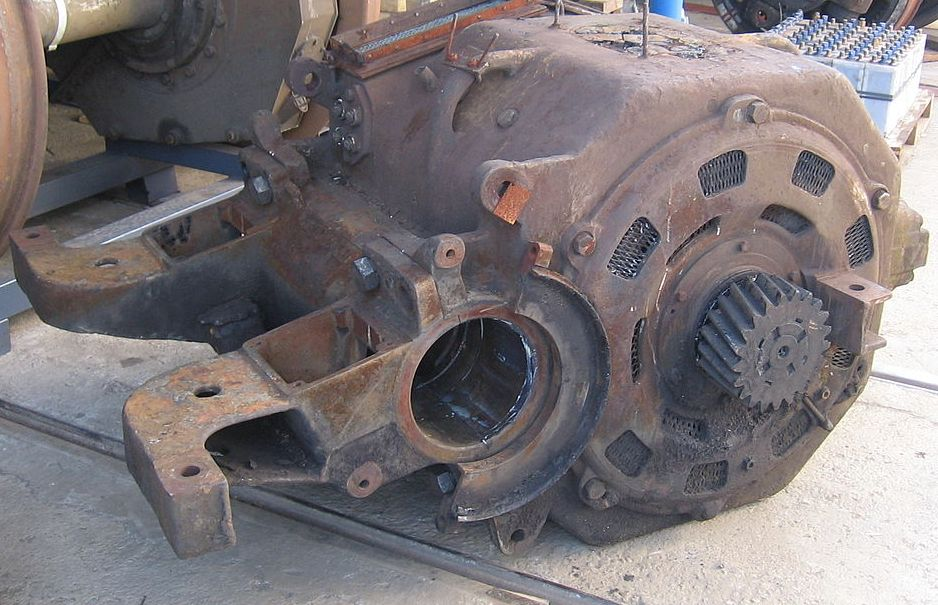
Опорно-осевой тяговый привод

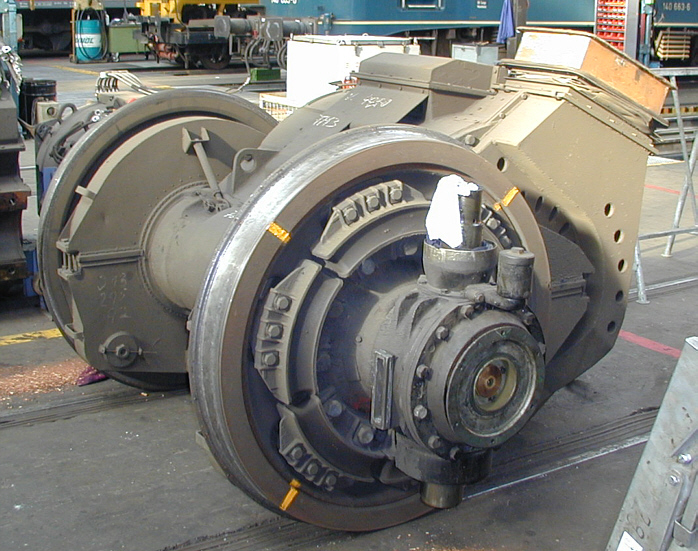
Опорно-рамный тяговый привод

Под таковым понимается совокупность электрических машин и механических передач, служащая для создания крутящего момента и передачи его от тягового электродвигателя с помощью тяговой передачи к колесной паре. Сами тяговые электродвигатели здесь одновременно являются как последним элементом электрической передачи, так и первым элементом тягового привода.

### Классификация
Официальная классификация подразделяет тяговый привод подвижного состава с электропередачей на опорно-осевой и опорно-рамный. Опорно-осевой привод подразумевает частичную опору тягового электродвигателя на ось колёсной пары, относительную простоту конструкции, но высокие неподрессоренные массы. Опорно-рамный привод подразумевает опору тягового электродвигателя только на раму тележки, относительную сложность конструкции, но низкие неподрессоренные массы. Оба варианта тягового привода актуальны до сих пор (2020 год). Также могут существовать прочие классификации, более подробно разделяющие тяговые привода в зависимости от их конструктивной специфики.

## Тяговый привод подвижного состава с гидропередачей

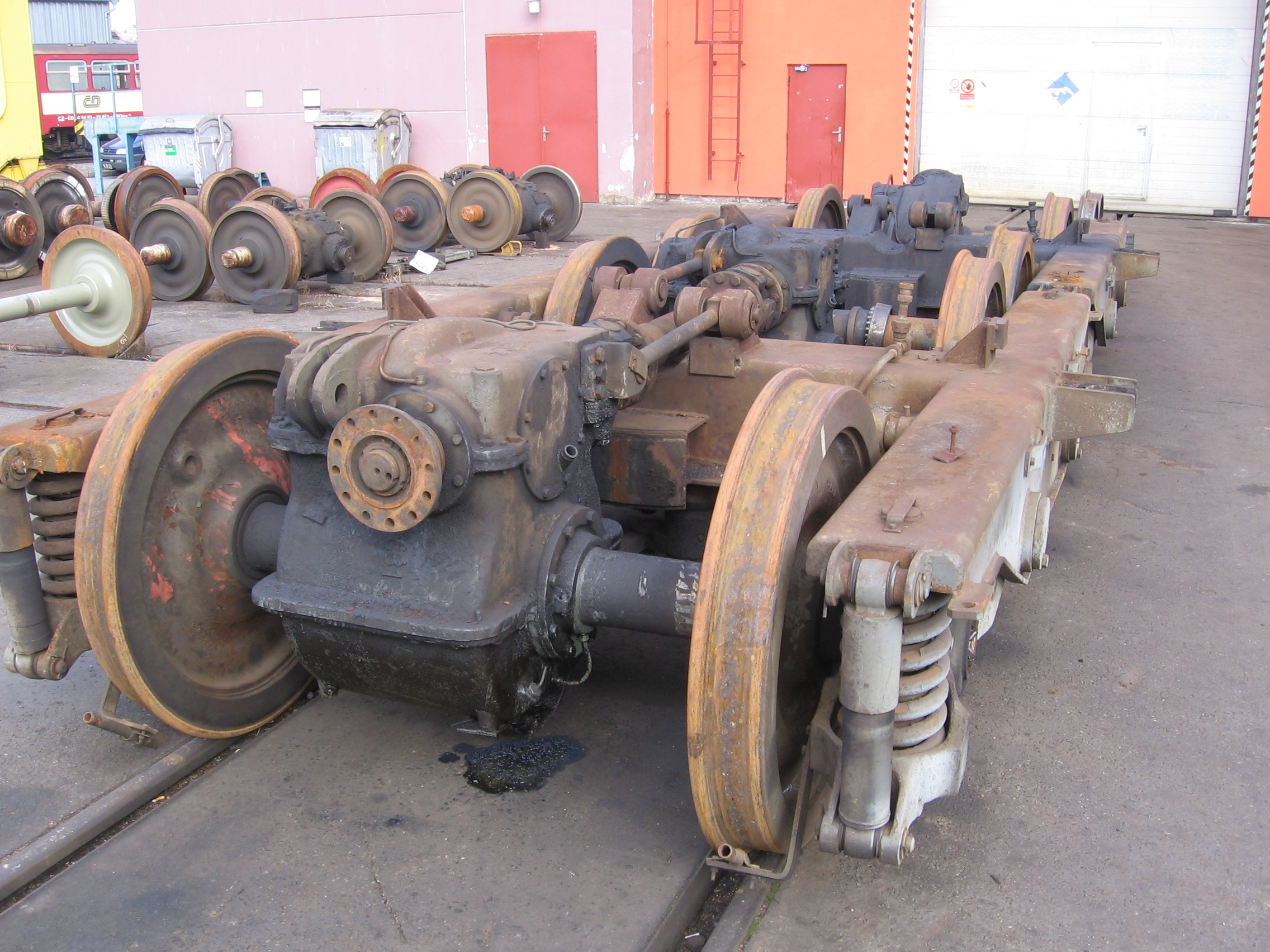
Групповой тяговый привод

Под таковым понимается вся совокупность гидравлических машин и механических передач, служащая только для передачи крутящего момента от ведущего (входного) элемента гидропередачи к её ведомому (выходному) элементу, а от него далее с помощью тяговой передачи на колесные пары. В отличие от тягового привода подвижного состава с электропередачей здесь тяговый привод в создании крутящего момента не участвует. Возможен только на автономном тяговом подвижном составе (тепловозах, дизель-поездах, пр.). Гидропередача формально входит в состав тягового привода целиком.

### Классификация
Какая-либо официальная классификация отсутствует. Не официально тяговый привод подвижного состава с гидропередачей может быть классифицирован по конструкции тяговой передачи, предполагающей ту или иную схему ветвления мощности от выходного вала гидропередачи до колёсных пар.